# Kurtköy, Pendik
Kurtköy là một xã thuộc huyện Pendik, tỉnh Istanbul, Thổ Nhĩ Kỳ. Dân số của nó là khoảng 193.080